# 로버트 D. 캐리
로버트 데이비스 캐리 (Robert Davis Carey, 1878년 8월 12일 - 1937년 1월 17일)는 와이오밍주에서 온 미국의 정치인으로 주지사와 연방 상원을 지냈다.  그는 둘다의 직무에 지내는 데 첫 와이오밍주 토박이었으며 공화당 소속이었다.

## 생애
당시 와이오밍 준주 샤이엔에서 조지프 M. 캐리와 루이자 데이비드에게 태어났다.  그는 공립 학교들과 펜실베이니아주 포츠타운에 있는 힐 학교에 수학하면서 교육을 받았다.  캐리는 자신이 컨버스군으로 이주한 후 대학에서 수학하고 1900년 예일 대학교를 졸업하였다.  한번 와이오밍주에 돌아온 캐리는 축산업과 농업 사업들에 들어갔고 은행업에 흥미를 가졌다.  그는 1912년부터 1916년까지 와이오밍주를 위하여 진보당 국가 위원회의 일원이었고 1917년부터 1918년까지 와이오밍 주립 고속도로 위원회의 의장이었다.  캐리는 또한 1917년과 1921년 사이에 와이오밍주 주식 지배자 협회의 회장을 지내기도 했다.
1918년 캐리는 제11대 와이오밍주지사로 선출되어 1919년부터 1923년까지 지냈다.  그는 와이오밍주의 첫 토박이 주지사였다.  그는 1924년 캘빈 쿨리지 대통령에 의하여 미국에서 농업을 평가하는 데 농업 회의 의장으로 임명되었다.
1930년 11월 4일 캐리는 프랜시스 E. 워런의 사망에 의하여 창조된 빈 자리를 채우는 데 미국 상원에서 공화당원으로서 와이오밍주를 대표하는 데 선출되었으며 또한 1931년 3월에 게시된 기간으로 스스로 선출되었다.  그는 1930년 12월 1일에 취임하였고 1937년 1월 3일 자신의 기간의 만료까지 지냈다.  그는 1936년 비성공적으로 재선을 추구하였다.
미국 상원에서 자신의 기간의 만료에 캐리는 농업 사업으로 다시 들어가는 데 와이오밍주로 돌아왔다.  자신이 직무를 떠난지 2주 후인 1937년 1월 17일 샤이엔에서 사망하였다. 그는 레이크뷰 묘지에 안치되었다.

## 역대 선거 결과
| 선거명        | 직책명                    | 대수 | 정당   | 득표율 | 득표수   | 결과 | 당락                     |
| ------------- | ------------------------- | ---- | ------ | ------ | -------- | ---- | ------------------------ |
| 1918년 선거   | 와이오밍 주지사           | 11대 | 공화당 | 56.11% | 23,825표 | 1위  | 와이오밍 주지사 당선     |
| 1930년 재선거 | 상원의원 (와이오밍 제2부) | 71대 | 공화당 | 58.83% | 42,726표 | 1위  | 와이오밍주 상원의원 당선 |
| 1930년 선거   | 상원의원 (와이오밍 제2부) | 72대 | 공화당 | 59.05% | 43,626표 | 1위  | 와이오밍주 상원의원 당선 |
| 1936년 선거   | 상원의원 (와이오밍 제2부) | 75대 | 공화당 | 45.41% | 45,483표 | 2위  | 낙선                     |